# Smith Micro Software
Smith Micro Software, Inc. fue fundada en 1983 por William W. Smith, Jr. es una diversificada desarrolladora para soluciones a nivel de consumidor de software y servicios. Su sede central se encuentra en Aliso Viejo, California, Estados Unidos, pero tiene otras oficinas nacionales e internacionales, en Norte de California, en Sur de California, Illinois, Virginia, así como otras localizaciones internacionales en Europa y Asia.